# Uremi
Uremi, även kallat urinförgiftning, är ett giftigt resultat av njursjukdomar. Kvävehaltiga nedbrytningsämnen utsöndras ej utan samlas i blodet. Utsöndringen av urea försämras i takt med försämringen av njurfunktionen och därmed höjs koncentrationen av urea i blodet. Symtomen kan vara trötthet, matleda/illamående, klåda och att man samlar på sig vätska vilket gör att man ökar i vikt.
Uremi kan behandlas i första hand med läkemedel och ändrad kost. När detta inte längre är tillräckligt blir det nödvändigt med dialys, antingen i form av hemodialys (bloddialys) eller peritonealdialys (påsdialys). Den effektivaste behandlingen är njurtransplantation.
Andra möjliga symptom är kramp i benen, minskad aptit, huvudvärk och koncentrationssvårigheter. I början av njursjukdomen upplevs inte nödvändigtvis några symptom, men när tillståndet har utvecklats till uremi, är njurarna väldigt skadade och urinförgiftningen kan leda till de beskrivna symptomen.
Uremi orsakas av svår och vanligtvis irreversibel skada på njurarna, vanligtvis genom en kronisk njursjukdom. Orsakerna till den bakomliggande njursjukdomen kan vara något av följande: högt blodtryck, polycystisk njursjukdom, diabetes typ 1 eller 2, inflammation i njurarna, förstorad prostata, olika former av cancer, njurstenar som under en längre tid har blockerat urinvägarna, samt återkommande infektioner i njurarna.